# Spilosoma vlachi
Spilosoma vlachi là một loài bướm đêm thuộc phân họ Arctiinae, họ Erebidae.